# Lucio Licinio Sura
Lucio Licinio Sura (latino: Lucius Licinius Sura; Barcellona, 40 – Roma, 108 circa) è stato un politico e militare romano di età imperiale, contemporaneo e amico intimo del Princeps, Traiano.

## Biografia
Patrono di Barcellona, dove probabilmente nacque, fu uno dei più intimi e moderati consiglieri militari di Traiano. Console suffetto nell'anno 97, divenne in seguito governatore della Germania inferiore nel 98/99, dove rimase fino a poco prima di partire per la Dacia nel 101. Egli fu infatti presente in entrambe le guerre daciche condotte dall'imperatore nel 101-102 e 105-106. Fu console per tre volte: nel 97, nel 102 e nel 107. Forse il suo merito maggiore fu quello di segnalare a Traiano il futuro imperatore Adriano come successore. Di lui si narra di un possibile complotto contro Traiano.
L'imperatore, evidentemente incurante del pericolo, giunto a conoscenza del mormorato complotto, non reagì in alcun modo, ma anzi andò a cena non invitato presso lo stesso Sura, congedando la sua guardia del corpo e mangiando tutto quello che gli venne servito. Offrì perfino la gola al rasoio del barbiere personale di Sura per farsi radere la barba insieme ai suoi stessi occhi per farli ungere.
Alla sua morte, l'amico fraterno Traiano ordinò in suo onore un funerale di stato oltre ad ordinare che una sua statua fosse posta nello stesso Foro. La sua figura è, peraltro, immortalata nel marmo della Colonna Traiana in Roma (scolpita tra il 107 ed il 113), mentre discute con il suo imperatore.

### Fonti primarie
- Colonna di Traiano
- Cassio Dione Cocceiano, Storia romana, lviii.

### Fonti secondarie
- Julian Bennet, Trajan optimus princeps, Bloominghton 1997. ISBN 0-253-21435-1
- Davide Nardoni, La colonna Ulpia Traiana, Roma 1986. ISBN 88-7130-035-1
- AA.VV., Storia del mondo antico, L'impero romano da Augusto agli Antonini, Cambridge University Press, vol. VIII, Milano 1975, pag. 673.
- Grigore Arbore Popescu (a cura di), Traiano ai confini dell'impero, Milano 1998. ISBN 88-435-6676-8
- Filippo Coarelli, La colonna Traiana, Roma 1999. ISBN 88-86359-34-9
- Emile Condurachi e Constantin Daicoviciu, Archeologia Mundi: Romania, Roma 1975.
- Guido Migliorati, Cassio Dione e l'impero romano da Nerva ad Antonino Pio – alla luce dei nuovi documenti, Milano 2003.
- András Mócsy, Pannonia and Upper Moesia, Londra 1974. ISBN 0-415-13814-0
- Ronald Syme, Danubian Papers, Londra 1971.